# 三趾鹬
三趾鹬（学名：Calidris alba）为鹬科濱鷸屬的一种鸟类，又名三趾鷸，是一種小型的涉禽。其名稱源自古英語的sand-yrðling，意為「沙地犁夫」。
它是一種環極地北極繁殖的鳥類，且為長距離的候鳥，越冬地分布至南美洲、南歐洲、非洲和澳大利亞。在冬季，它們高度群居，有時會在沿海泥灘或沙灘上形成大群。

## 分類
屬名來自古希臘語的kalidris或skalidris，這是亞里士多德用來描述一些灰色水邊鳥類的術語。種名alba則來自拉丁語，意為「白色」。
它在外觀上與其他鷸科類鳥不同，這導致有建議將其歸入單型屬Crocethia。然而，根據（Thomas et al., 2004）的更近期研究顯示，三趾濱鷸是一種典型的「濱鷸」或小型鷸科鳥，應與大型的大濱鷸分開，並與其最親近的親屬歸入一個獨特的屬中。
這種鳥的體型與黑腹濱鷸相似，但更為粗壯，喙較厚。飛行時，它的翅膀上會顯現出明顯的白色翼帶，並在它所偏好的沙灘上跑動，雙腿呈現出特有的「自行車」動作，經常停下來拾取小型食物。它主要吃小螃蟹和其他小型無脊椎動物。在春季，從南美洲向北遷徙的鳥類會在德拉瓦灣地區大量食用鱟的卵。
春季時，這些鳥到達高北極的繁殖地（見地圖），並在地面上挖掘淺窩，每窩產下3到4枚蛋。在繁殖地，這些鳥主要以昆蟲和一些植物為食。
三趾濱鷸由德國博物學家彼得·西蒙·帕拉斯於1764年描述，並賦予雙名法的名稱Trynga alba。
三趾濱鷸是受「非歐亞遷移性水鳥協定」（AEWA）保護的物種之一。

## 描述
三趾濱鷸是一種小型且圓胖的濱鷸，體長為18—20 cm（7.1—7.9英寸）。其體重範圍在40—100 g（1.4—3.5 oz）之間。冬季的鳥體色非常淺，幾乎是白色，除了肩部的深色斑塊外。這也是種名alba（拉丁語中「白色」）的來源。到了夏季，牠的臉部和喉部變成磚紅色。幼鳥的羽毛黑白相間，對比度比成鳥更強。
| 標準測量值 | 標準測量值                      |
| ---------- | ------------------------------- |
| 長度       | 180—220 mm（7.1—8.7英寸）       |
| 重量       | 60 g（2.1 oz）                  |
| 翼展       | 430 mm（17英寸）                |
| 翅膀       | 114.5—121.6 mm（4.51—4.79英寸） |
| 尾羽       | 47.3—53 mm（1.86—2.09英寸）     |
| 嘴峰       | 22.5—26.6 mm（0.89—1.05英寸）   |
| 跗跖骨     | 23.5—25.8 mm（0.93—1.02英寸）   |

如果對其大小判斷不準確，繁殖羽的三趾濱鷸可能會被誤認為某些種類的濱鷸，或者冬羽的三趾濱鷸可能會被誤認為黑腹濱鷸或紅腹濱鷸。不過，若觀察良好，三趾濱鷸可通過缺乏後趾而與其他小型涉水鳥區分開來。其行為也很具特徵。

## 分布、棲地與遷徙

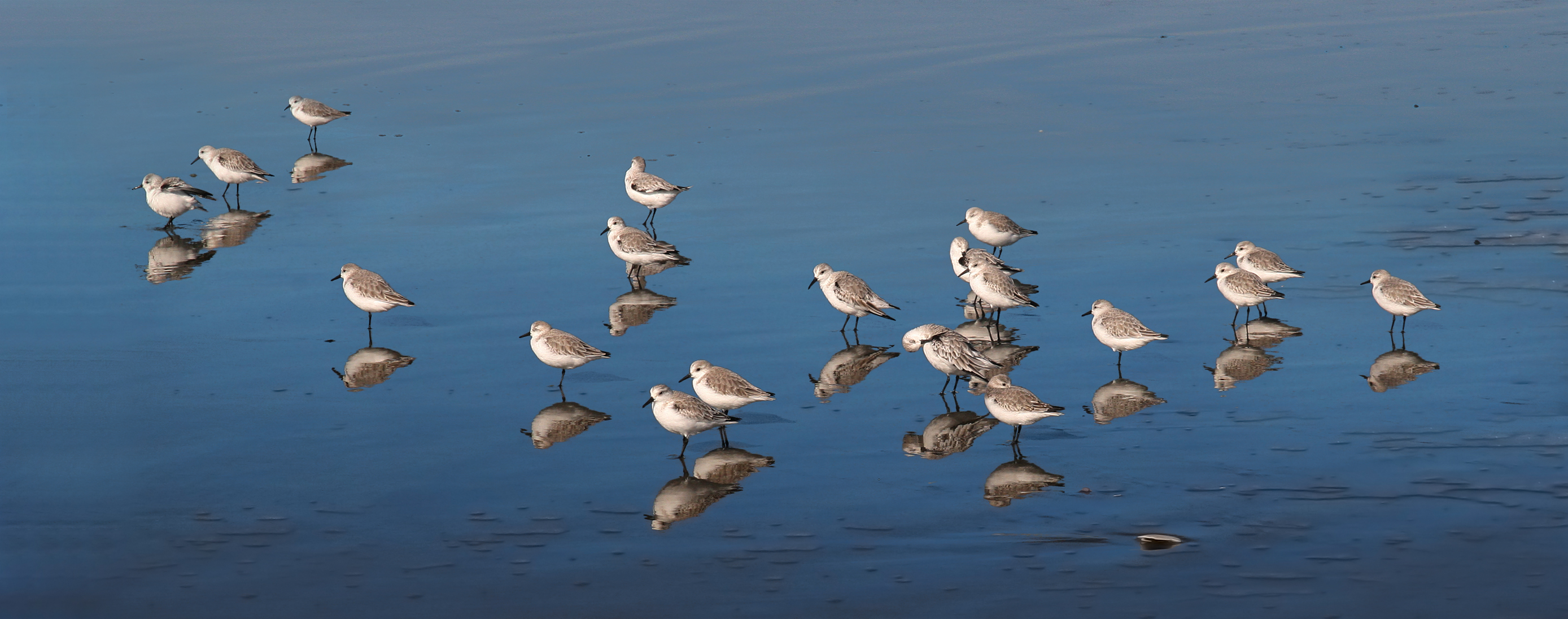
三趾濱鷸於 大洋灘, 舊金山

三趾濱鷸在北美洲、歐洲和亞洲的高北極地區繁殖。在北美，它分布在加拿大北極群島、努納武特、格陵蘭（以及少部分在阿拉斯加）。在古北區的歐亞大陸，它分布在斯匹次卑爾根及俄羅斯北部從泰梅爾半島到新西伯利亞群島的地區。在北半球的冬季，它幾乎遍布於全球的海岸線。這種鳥是完全的候鳥，遷徙距離可達3,000至10,000 km（1,900至6,200 mi），從繁殖地到越冬地。遷徙距離越遠的鳥類，抵達越冬地的時間也越晚，且離開的時間更早。大多數成鳥在7月和8月初離開繁殖地，而幼鳥則在8月下旬和9月初離開。北遷開始於3月，從其冬季分布範圍的最南端開始。
三趾濱鷸的繁殖棲地是7月等溫線北方的沿海苔原地區。這種鳥通常選擇在乾燥、多石的地區築巢，靠近濕地，海拔高度從60米（200英尺）到800米（2,600英尺）不等。在冬季及遷徙期間，它最常見於沿海的沙質海灘，但也出現在潮汐沙灘、泥灘以及湖泊和河流的岸邊。偶爾也可能出現在岩石海岸。

### 亞種
三趾濱鷸有兩個亞種：
- C. a. alba，（Pallas, 1764），繁殖於埃爾斯米爾島、格陵蘭北部和東部、斯瓦爾巴群島、法蘭士約瑟夫地群島和泰梅爾半島
- C. a. rubida，（Gmelin, 1789），繁殖於西伯利亞東北部、阿拉斯加及加拿大北部

## 行為

### 取食行為

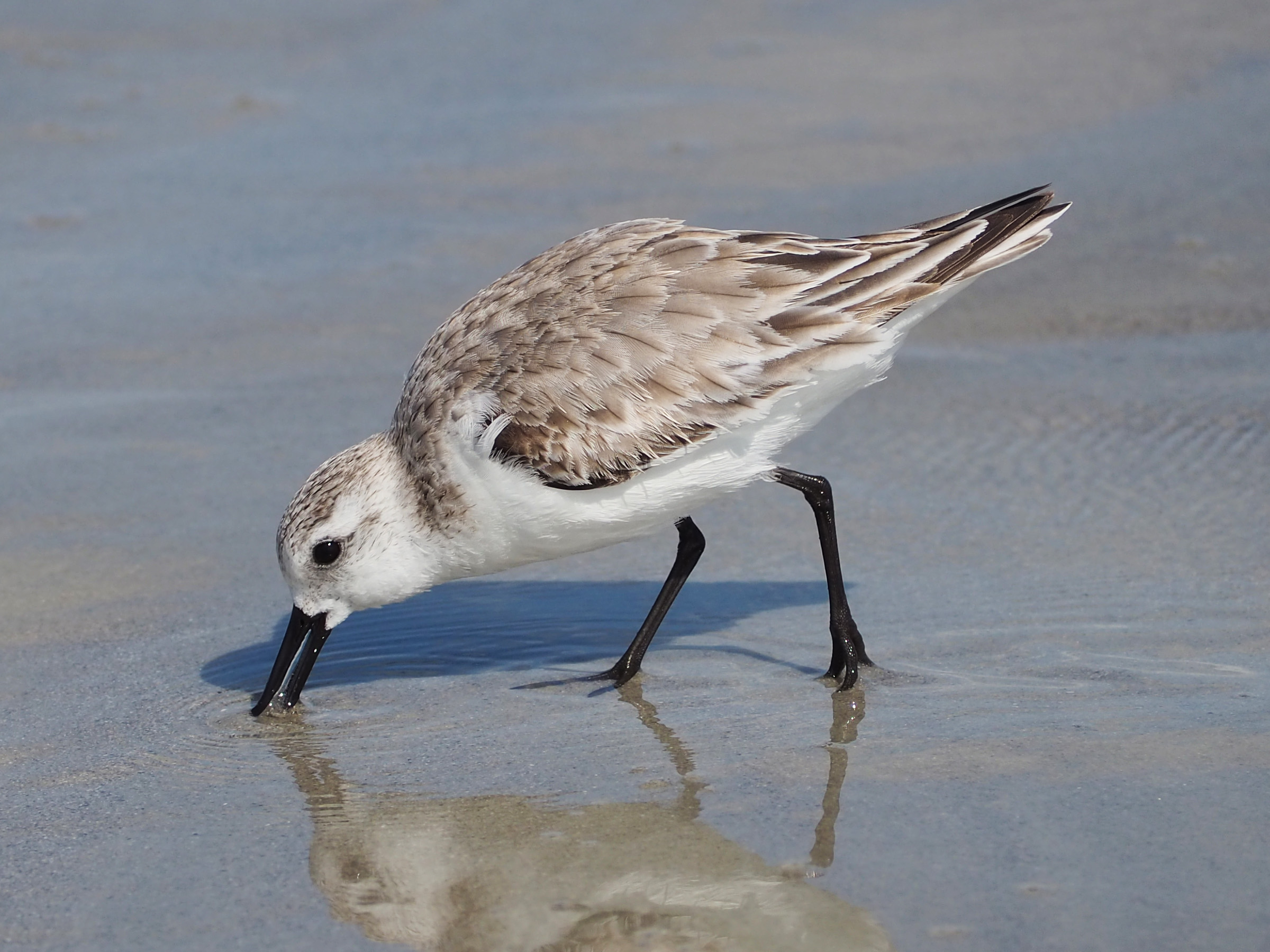
三趾濱鷸正在進食

三趾濱鷸在潮間帶上層的沙子中捕食埋藏的無脊椎獵物。在北美，它們的食物主要包括等足目Excirolana linguifrons、Excirolana kincaidii，以及沙蟹Emerita analoga。當潮水退去時，這些甲殼類動物會在沙面下一定深度的洞穴中生活；當潮水湧來時，它們會移動到沙層的上層，並捕食每個波浪帶來的浮游生物和碎屑。隨著潮水退去，它們會迅速地再次鑽入沙中。這些動物不會在沙面上留下任何痕跡，因此三趾濱鷸會隨機將喙插入沙中捕食，找到任何可以食用的東西。它們的喙最多能穿透2或3 cm（0.79或1.18英寸）深度，當水流旋轉並退去時，沙子會變得更軟，這使得鳥喙更容易深入。春季，當底棲生物群落中有大量繁殖活動時，每平方公尺的無脊椎動物數量可達4000隻，但它們的平均體型比一年中的其他時間要小。這些鳥看似瘋狂地在海浪邊緣奔跑，但實際上它們是在最大化地捕捉到這些在表層最脆弱的獵物的機會。

### 繁殖行為
繁殖季節時，三趾濱鷸具有領域性，雄鳥會積極地保護其領域。它們可能形成一夫一妻制的配對，也可能出現多雄配偶制（一雌二雄）的配對。
春季，三趾鹬會以群聚方式相偕到達北極附近，在那裡，他們會展開交配及生產3至4顆蛋，並獵捕昆蟲或摘取可食性植物來哺育下一代。等到幼鳥稍大後，擅長遠距離飛行的該鳥類，開始展開長距離群聚飛行；
隨後蹤跡遍佈南美、南非、南歐、非洲、亞洲西藏、新疆及澳大利亞地區。直至秋季，以上各地區，常會看見這些鳥類棲息於沿海泥灘或沙灘。

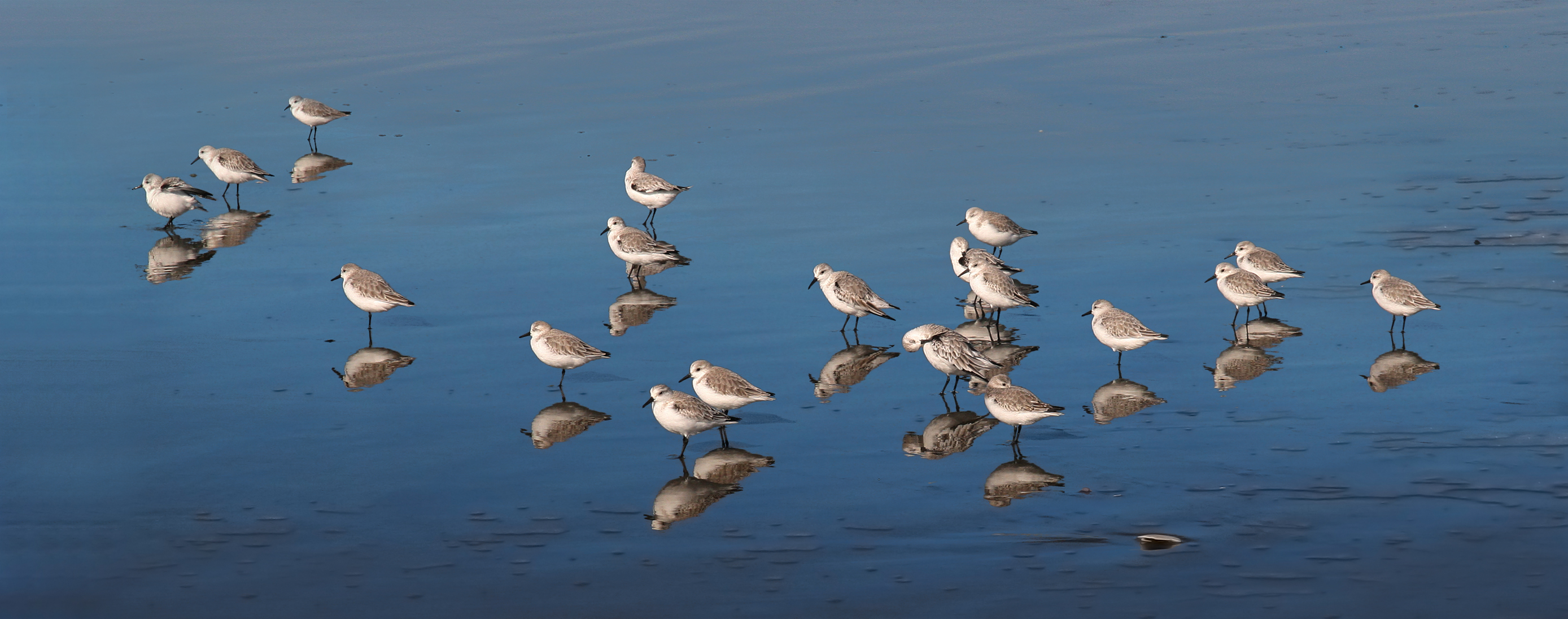
海边的三趾鹬

## 圖庫

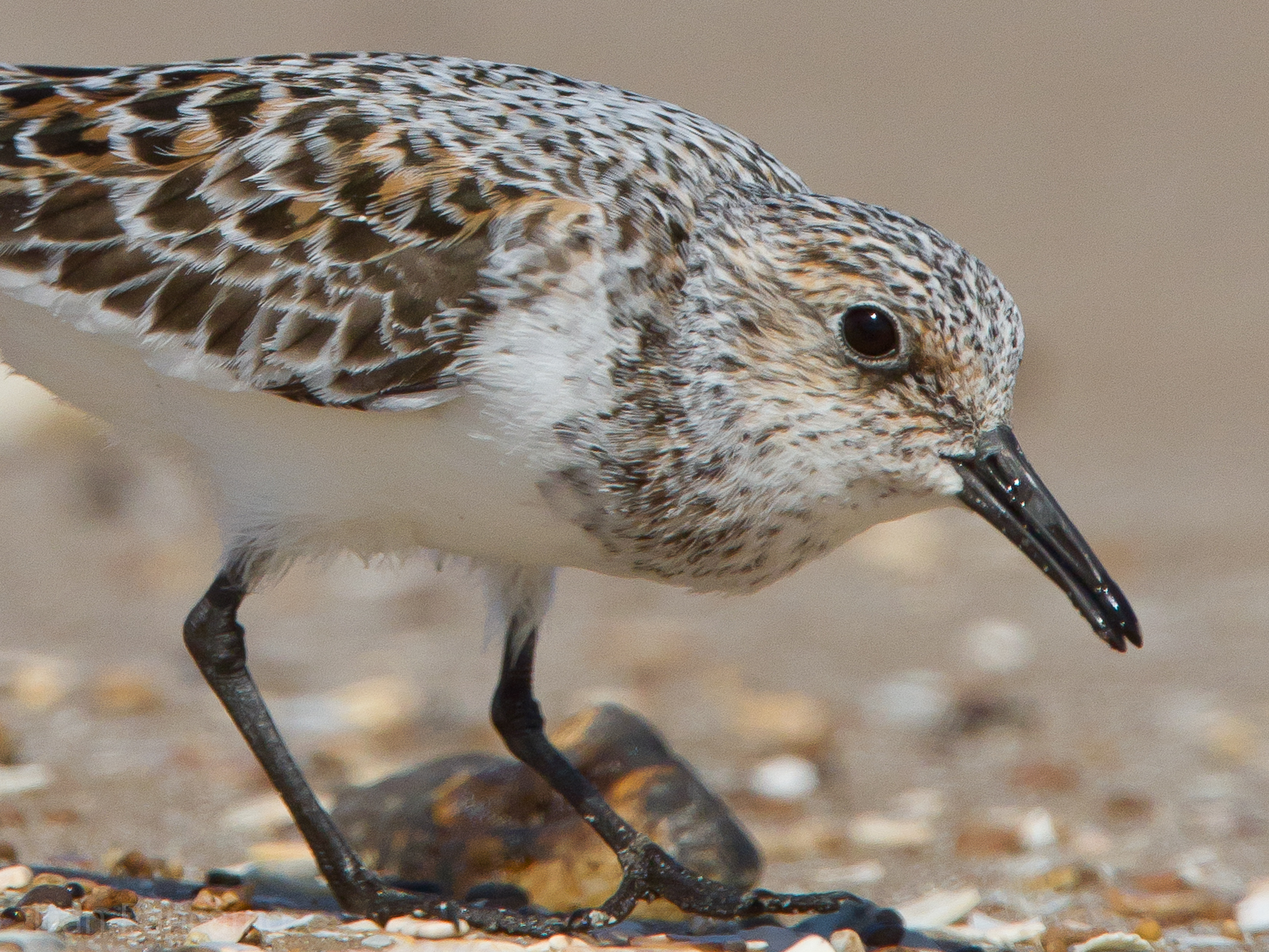
三趾濱鷸於高島, 德克薩斯州
三趾濱鷸於卡加延德奧羅, 菲律賓
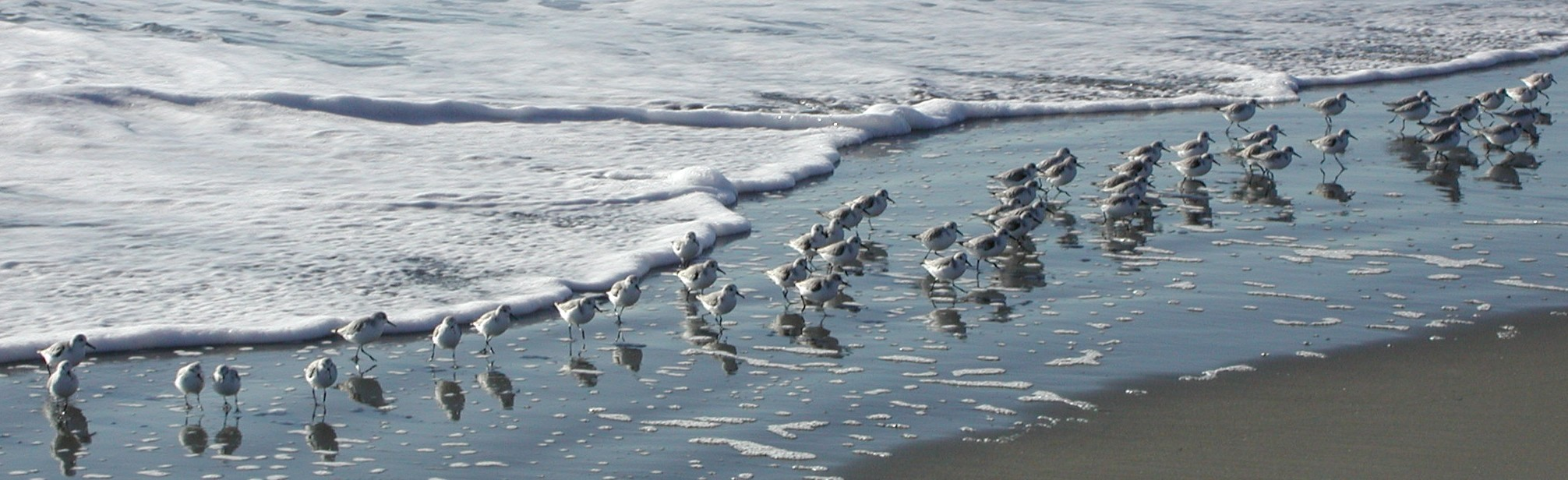
一群三趾濱鷸表現出隨著波浪的漲落而奔跑（進食時）的獨特行為。 威拉帕灣,靠近華盛頓州托克蘭。
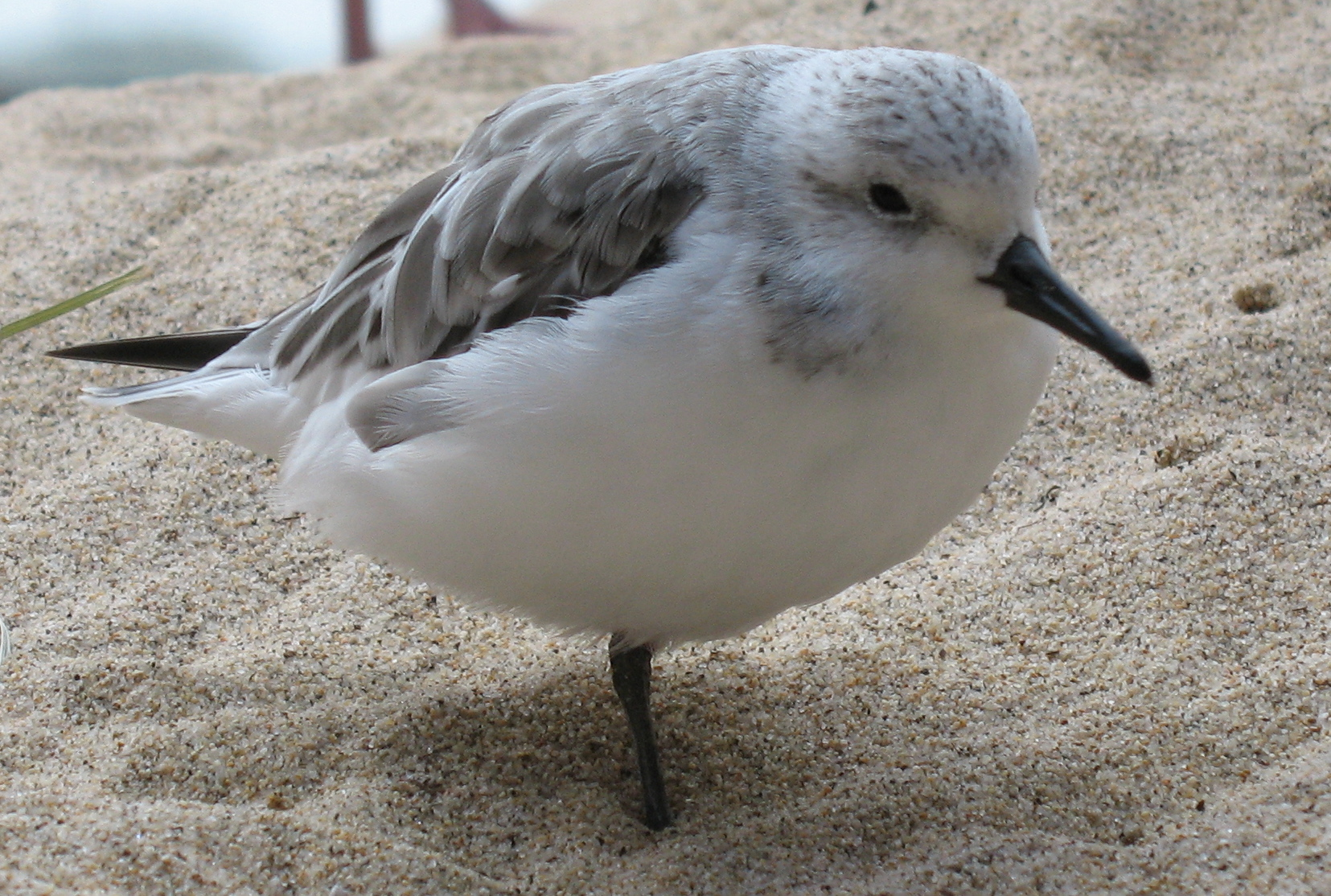
休息於 蒙特利灣水族館鳥舍
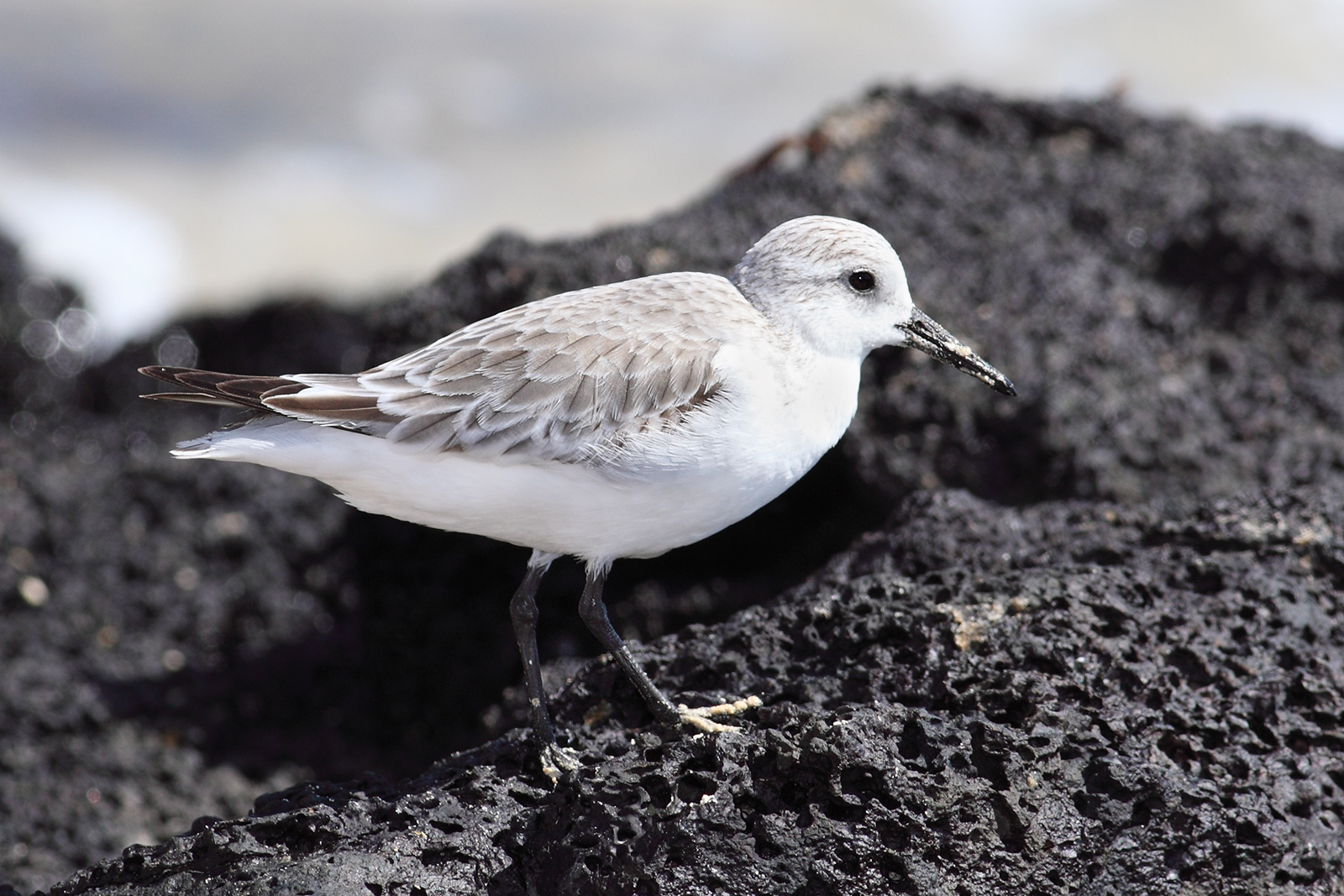
弗洛雷安納島, 加拉巴哥群島
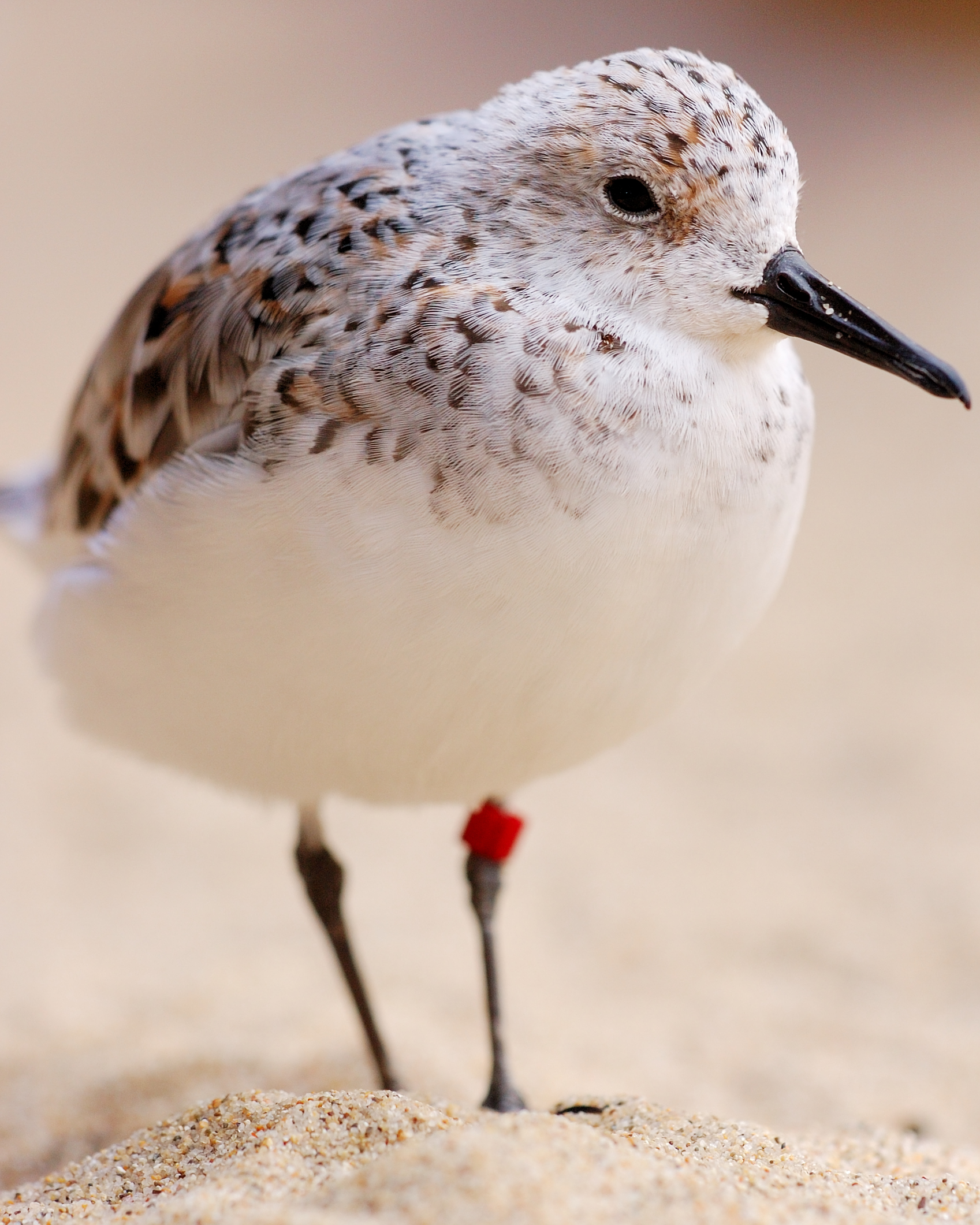
一隻帶有腳環的鳥
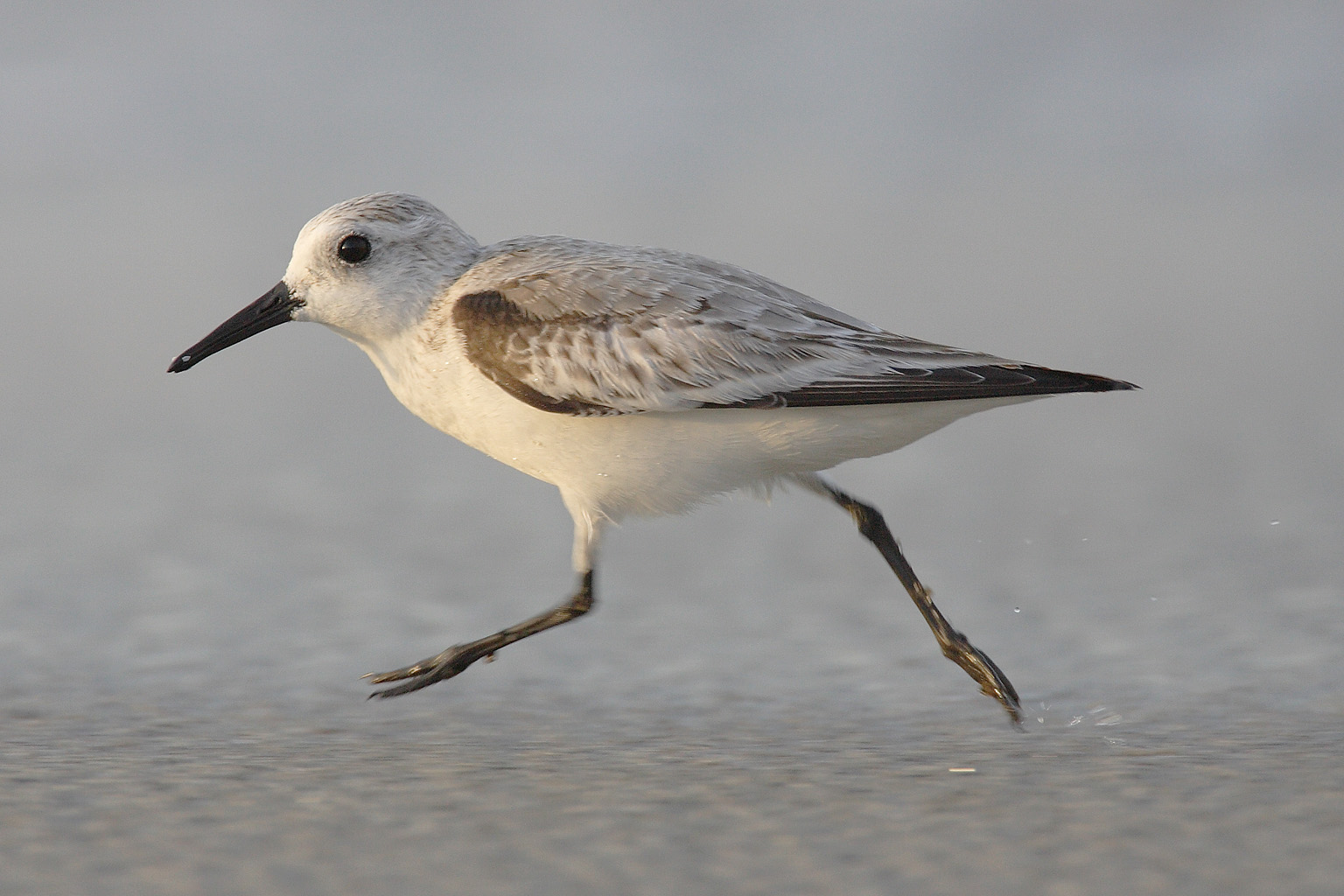
奔跑
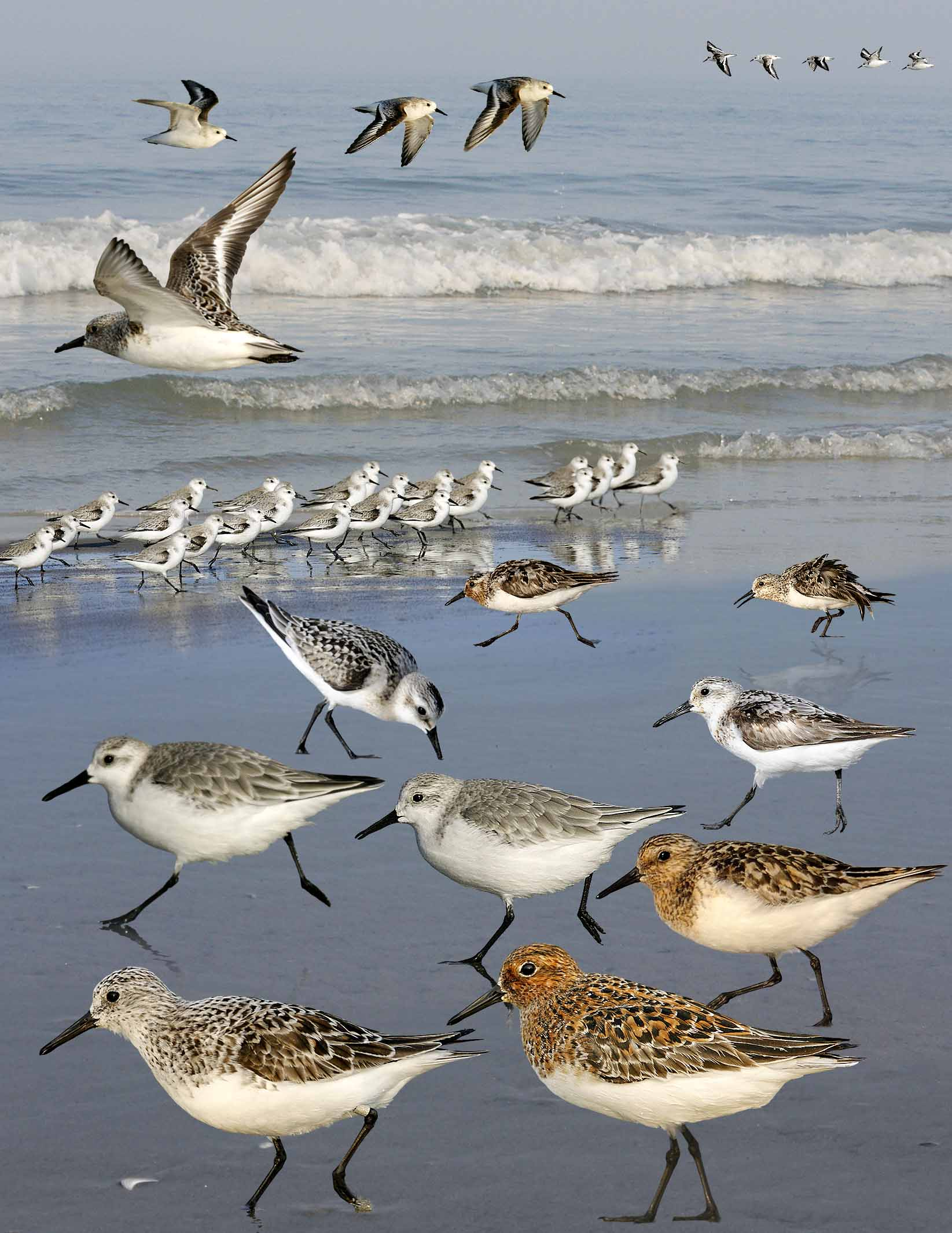
ID composite
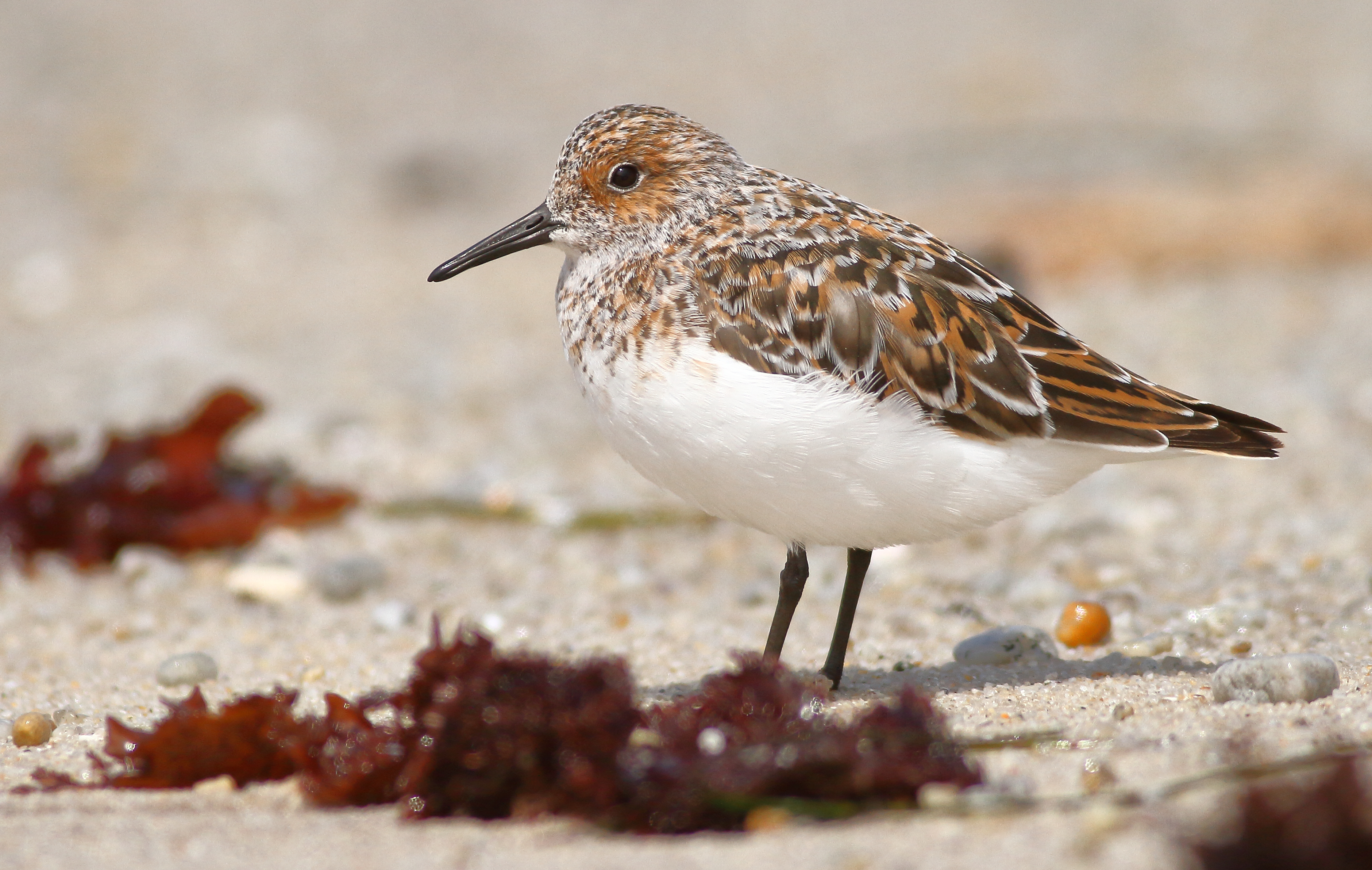
三趾濱鷸於 蒙特瑞, 加州
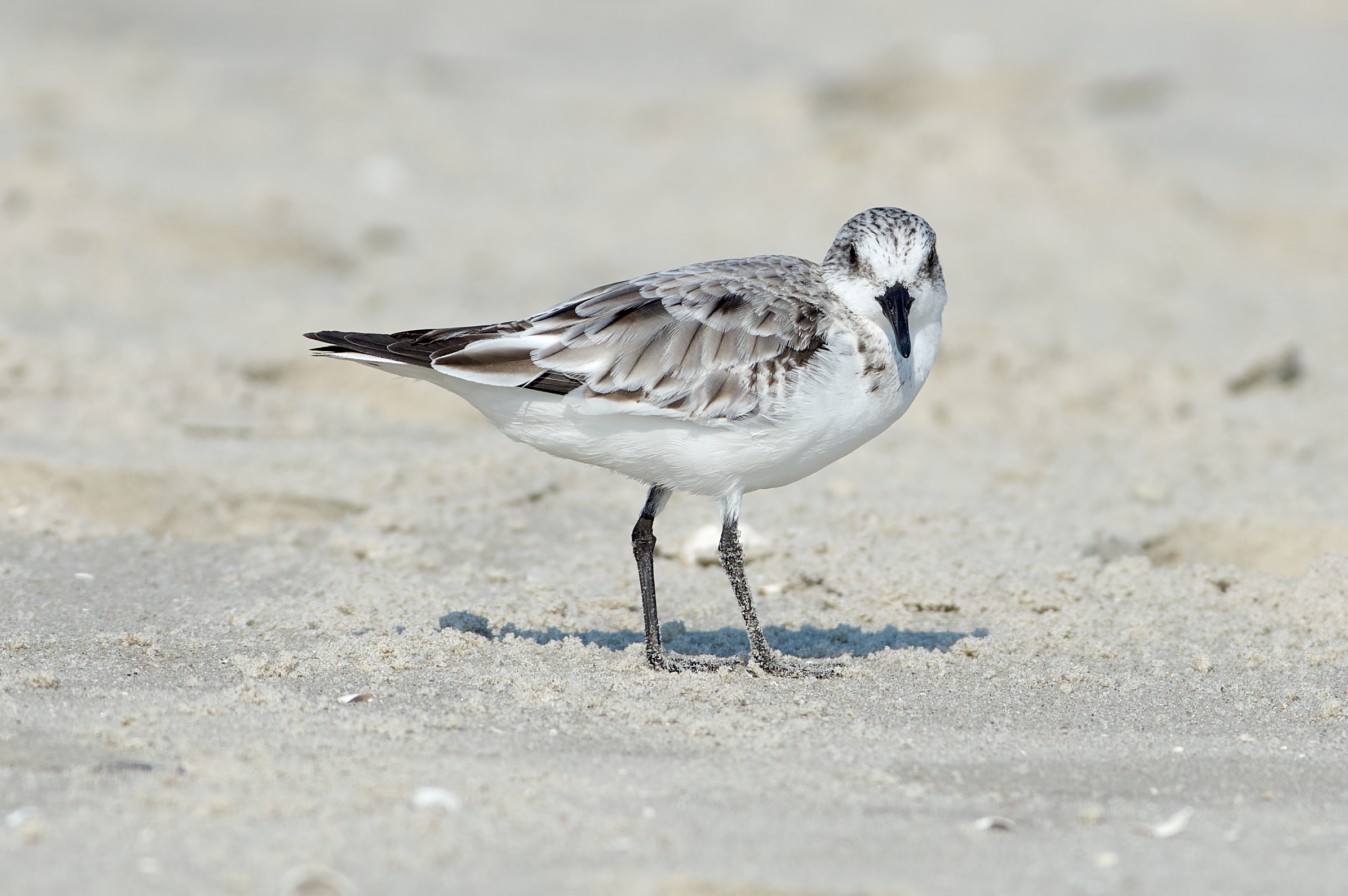
三趾濱鷸於 阿姆魯姆島，石勒蘇益格-荷爾斯泰因州
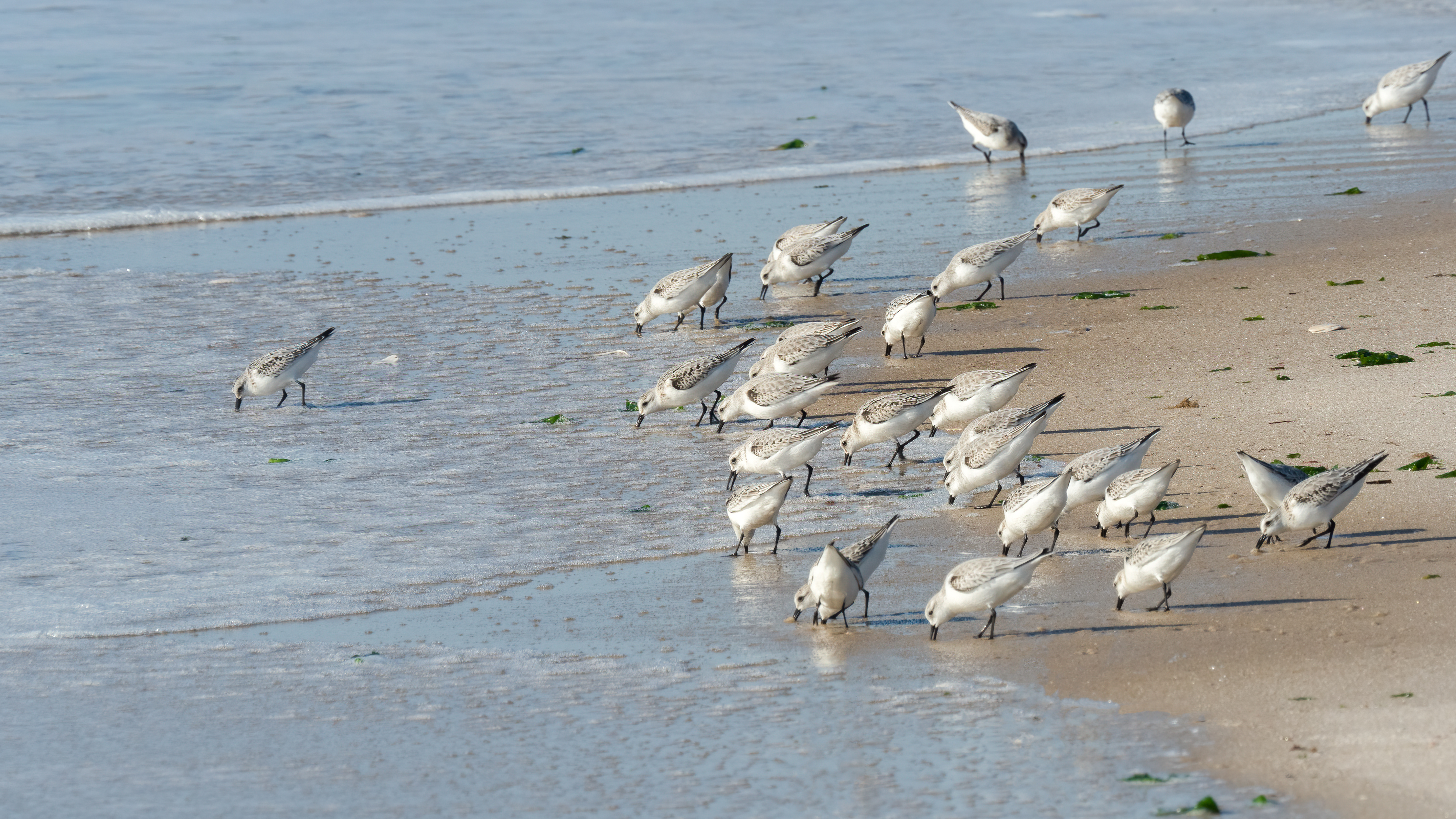
三趾濱鷸正在進食 誇格, 紐約